# سیارک ۹۵۵۰
سیارک ۹۵۵۰ (به انگلیسی: 9550 Victorblanco، نامگذاری:1985TY1) نه هزار و پانصد و پنجاهمین سیارک کشف شده‌است که در ۱۵ اکتبر ۱۹۸۵ کشف شد.
قدر مطلق سیارک برابر ۱۳٫۳۰ است.